# Maison des Quatre Saisons (Bourg-en-Bresse)
L'hôtel des Quatre Saisons est un hôtel particulier de Bourg-en-Bresse dans l'Ain.

## Protection
L'escalier intérieur qui est un escalier en vis fait l’objet d’une inscription au titre des monuments historiques depuis le 10 septembre 1947. 